# Rhagada torulus
Rhagada torulus är en snäckart som först beskrevs av Férussac 1819.  Rhagada torulus ingår i släktet Rhagada och familjen Camaenidae. Inga underarter finns listade i Catalogue of Life.